# Мартін Шпеґель
Ма́ртін Шпе́ґель (хорв. Martin Špegelj, нар. 11 листопада 1927, Старий Градаць, Пітомача, Королівство Сербів, Хорватів і Словенців (нині Вировитицько-Подравська жупанія, Хорватія) — † 11 травня 2014, Загреб) — хорватський військово-політичний діяч, 2-й міністр оборони Хорватії, згодом начальник штабу новоутвореної хорватської армії і її генеральний інспектор. Вважається, що неабиякою мірою саме завдяки його зусиллям щодо організації та оснащення армії з нуля Хорватії вдалося вистояти в перший рік війни за хорватську незалежність. Через розбіжності з президентом Франьо Туджманом подав у відставку в 1992 році, після того, як наприкінці 1991 року в Хорватській війні було досягнуто перемир'я й активні воєнні дії було припинено.

## Життя в Югославії
Мартін Шпеґель народився 11 листопада 1927 року в селі Старий Ґрадац громади Пітомача. Його батьки та родина були прихильниками ХСП. У роки Другої світової війни Мартін був партизаном. Поступово Шпегель піднявся по щаблях військової кар'єри до звання генерала ЮНА і командувача 5-ї югославської армії, штаб-квартира якої містилася в Загребі.
Після перших вільних багатопартійних парламентських виборів у Хорватії в 1990 році Шпегель став другим міністром оборони нової Хорватії. Він був одним з небагатьох у вищому керівництві Хорватії, хто передбачив неминучість війни, тому разом із словенським командуванням розробив спільний оборонний план для обох країн, якщо на якусь із них нападе ЮНА.

## Плівки Шпегеля
На початку війни в Хорватії в середині 1990 року хорватські серби організували збройний заколот (так звану «революцію колод»), не прийнявши хорватської державної влади. Оскільки вони були підтримані військами ЮНА (спершу негласно, а потім відверто), Хорватія виявилася практично беззахисною, тому Шпегель розпочав операцію закупівлі зброї на чорному ринку, імпортуючи її з країн колишнього Варшавського договору, передовсім із сусідньої Угорщини, а також із Румунії.
У 1991 році його було знято на плівку під час розмов з помічником, який насправді був таємним співробітником контррозвідки комуністичної Югославії. У розмовах Шпегель говорить про озброєння хорватів у рамках підготовки до відокремлення Хорватії та прийдешньої громадянської війни. Так звані плівки Шпегеля було перетворено Військовим центром кіно- і телефільмів «Застава» на документальний фільм, який у січні 1991 року було випущено в ефір, де їх змогла побачити широка югославська громадськість. Оприлюднення плівок мало на меті служити виправданням збройної інтервенції керівництва Югославії проти новообраної влади Хорватії.
Хорватське керівництво, в тому числі сам головний «актор», спочатку швидко спростували плівки як підробку, стверджуючи, що, можливо, не такі вже й небезпечні, записані на відео розмови було згодом продубльовано. Проте їхню справжність було пізніше майже підтверджено, і президент Хорватії Стіпе Месич був одним із перших із хорватського боку, хто допускав, що місцями плівки, ймовірно, справжні, хоча водночас заявив, що деякі речення було вирвано з контексту. На більшості плівки звучання спотворено, а текст подається субтитрами і його читає голос за кадром, тому точність плівки залишається під питанням.
Керівництво ЮНА в Белграді зажадало, щоб Шпегель за це постав перед судом за звинуваченням у державній зраді. Внаслідок цього скандалу і з метою зняти напруженість Туджман звільнив його з посади. Побоюючись за своє життя, Шпегель втік до Австрії, де залишався протягом кількох місяців.

## Повернення в Хорватію
Стривожений зростанням напруженості та першими жертвами війни, що насувалася, Шпегель переконує себе повернутися в Хорватію, щоб стати начальником штабу нової армії, яка перебувала на етапі становлення.
Коли в червні 1991 року спалахнула війна в Словенії, Шпегель виступив з вимогою ввести в дію спільний план оборони, за яким Хорватія вступила б у війну проти ЮНА, захоплюючи її армійські казарми по всій Хорватії (план Шпегеля). Однак Туджман побоювався відкритого збройного протистояння і відмовився підтримати словенців.
Шпегеля тоді було переведено на посаду генерального інспектора хорватської армії, частково через його розбіжності з Туджманом.
Лише через кілька місяців розгорілася повномасштабна війна, і план Шпегеля щодо атак на армійські казарми ЮНА в Хорватії було реалізовано. Хід реалізації ввійшов в історію під назвою «Битва за казарми», і в результаті Хорватія здобула чимало такої необхідної їй важкої зброї.
Війну до певної міри вдалося зупинити підписанням угоди про припинення вогню на початку 1992 року, після чого Шпегель офіційно подав у відставку.

## Повоєнні роки і критика влади
Після війни Шпегель став запеклим критиком політики Туджмана, звинувативши його та його послідовників у спекуляціях на війні. У 2001 році він опублікував свою біографію, в якій вельми критично відгукнувся про Хорватську демократичну співдружність Туджмана і її політичні маневри, які, як він доводить, без потреби підживлювали війну. Він також звинуватив їх у підтримці сепаратизму боснійських хорватів, що призвело до їхнього конфлікту з боснійцями під час Боснійської війни.
Своєю чергою Шпегель розкритикував і прихильні до Туджмана елементи в хорватському війську, зокрема, Давора Домазет-Лошо, який вважає, що Словенська війна червня 1991 р. була лише приводом для втягнення Хорватії в конфлікт.
 Той вважає, що план Шпегеля служив пасткою для Хорватії, що здається сумнівним з огляду на перспективу виникнення Битви за казарми, яка принесла Хорватії кількасот танків, бронетранспортерів і важких артилерійських гармат, чим позбавила Югославську Народну Армію близько 10 % її військової могутності.